# WWF Royal Rumble (videogioco 1993)
WWF Royal Rumble è un videogioco di tipo picchiaduro sul Wrestling professionistico uscito nel 1993 sulle console SNES e Sega Mega Drive, pubblicato da LJN. Questo videogioco è il seguito di WWF Super WrestleMania ed è considerato da alcuni la seconda parte di una trilogia che comprenderebbe insieme al già citato WWF Super WrestleMania anche WWF Raw. Prende il nome dalla pay-per-view Royal Rumble del 1993.
Fu commercializzato anche un gioco con le stesse caratteristiche su Sega Mega CD con il nome di WWF Rage in the Cage.

## Modalità di gioco
Grazie al sistema "Tug-of-War" è stato aggiunto un metro sullo schermo per mostrare chi ha il vantaggio della presa. Il gioco presenta una grafica del tutto simile al suo predecessore e vanta nuove funzioni. I giocatori possono colpire l'avversario con le sedie in acciaio al di fuori del ring.
Dopo aver sbaragliato l'arbitro, temporaneamente inconscio, si possono usare tattiche illegali come il soffocamento e l'eye raking. Il set di combattimento e movimento è stato migliorato e sono stati aggiunti anche mosse come Il Backbreaker e l'Atomic Drop e ogni wrestler ha una propria mossa finale.
I giocatori possono giocare i match Uno-contro-Uno, i Tag Team e Team Triple, o la modalità di Royal Rumble. I match Uno contro Uno possono essere giocati da un giocatore contro il computer o da due giocatori che si sfidano tra di loro. Il match Uno-contro-Uno possono variare in One Fall, Brawl, e Royal Rumble.

### Uno Vs. Uno

#### One Fall Match
Le regole del One Fall sono quelle standard cioè per vincere bisogna schienare l'avversario, farlo cedere o deve rimanere fuori dal ring per 10 secondi.

#### Brawl Match
Nel Brawl match bisogna sconfiggere ogni avversario che si presenta sul ring per vincere la cintura, per vincere bisogna sfinire l'avversario e non schienarlo.

#### Royal Rumble
La modalità di match più importante di questo gioco è sicuramente la "Royal Rumble". Il match inizia con due lottatori sul ring e mano a mano entrano altri lottatori che salgono sopra al ring per arrivare ad un massimo di 6 lottatori alla volta. Al momento che un lottatore verrà eliminato dal match (bisognerà buttare il lottatore fuori dal ring) entrerà un nuovo avversario. Il match finirà quando sopra al ring ne rimarrà soltanto uno alla fine del match ci sarà una speciale classifica con il tempo per quanto tempo si è rimasti sopra il ring e i nomi degli avversari eliminati.

### Match di coppia

#### Tag Team Match
Il match consiste in un semplice match di coppia dove si sfidano due lottatori per volta e quando si ha voglia si fa entrare il proprio compagno. Per vincere bisogna schienare o far cedere uno dei due avversari che si trova sul ring.

#### Triple Threat Tag Match
È simile al Tag Team Match, ma invece di esserci due coppie di lottatori ce ne sono tre e sul ring si scontrano tre avversari alla volta e anche qui stesso discorso per vincere bisogna schienare o far cedere uno dei due avversari delle due coppie sul ring.

## Roster
| - Bret Hart - Crush - Hulk Hogan - IRS - Jim Duggan - The Model - Mr. Perfect - The Narcissist - Papa Shango | - Randy Savage - Razor Ramon - Ric Flair - Shawn Michaels - Tatanka - Ted DiBiase - The Undertaker - Yokozuna |